# 马建猷
马建猷（1912年—？），男，中国水稻专家，曾任四川省农业科学院水稻研究所所长，第三届全国人大代表，第五、六届全国政协委员。